# Julius Charig
Julius Charig (* 26. Juni 1897 in Obslaufen (Stadtteil von Laufen (Salzach)); † für tot erklärt zum 25. März 1943, nach anderer Quelle 29. März 1943 in Stendal) war ein deutscher Jurist.

## Leben und Wirken

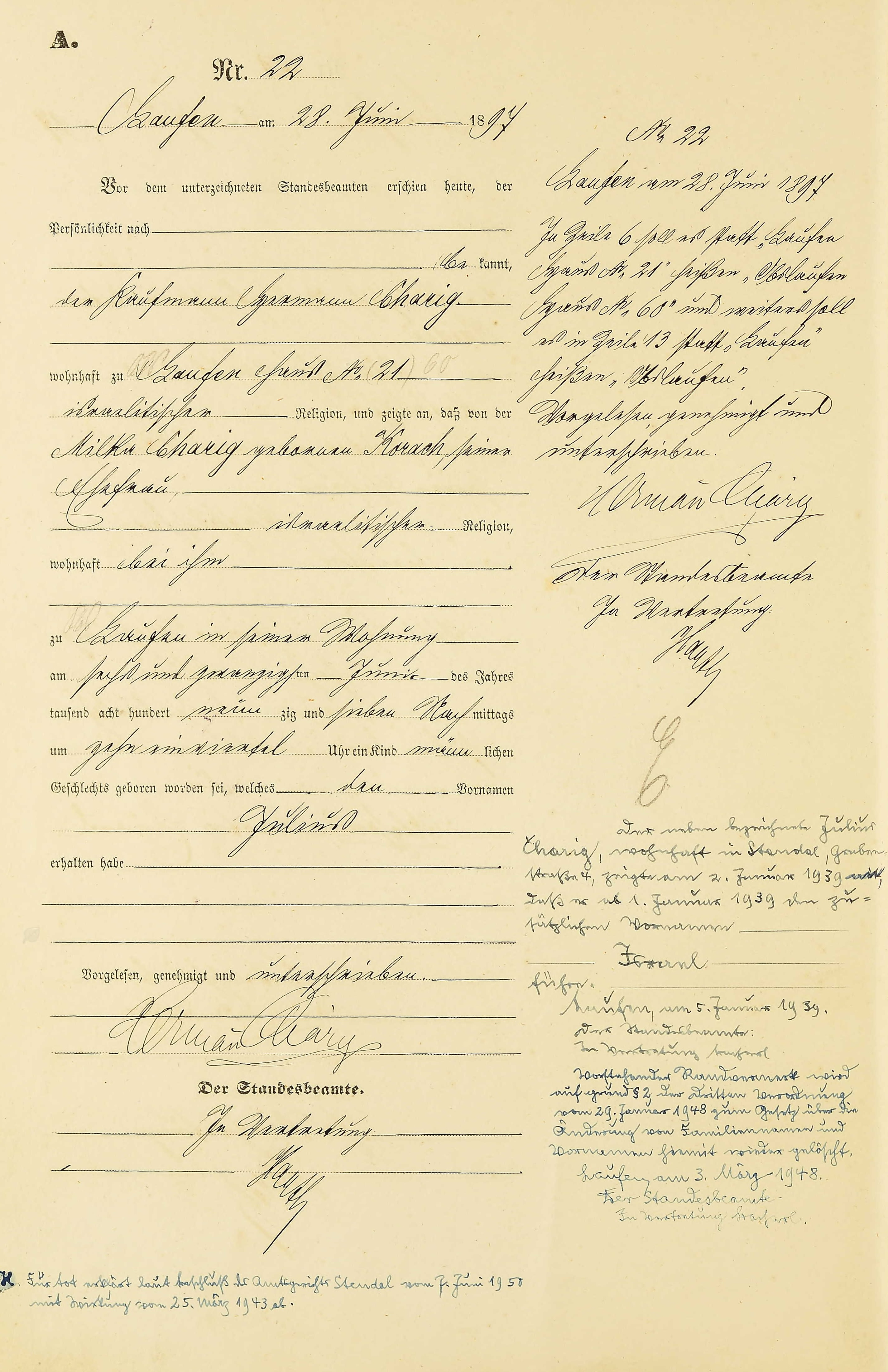
Im Standesamtsbuch von Laufen sind die Geburt und die Erklärung zum Tod von Julius Charig vermerkt. Original: Stadt Laufen

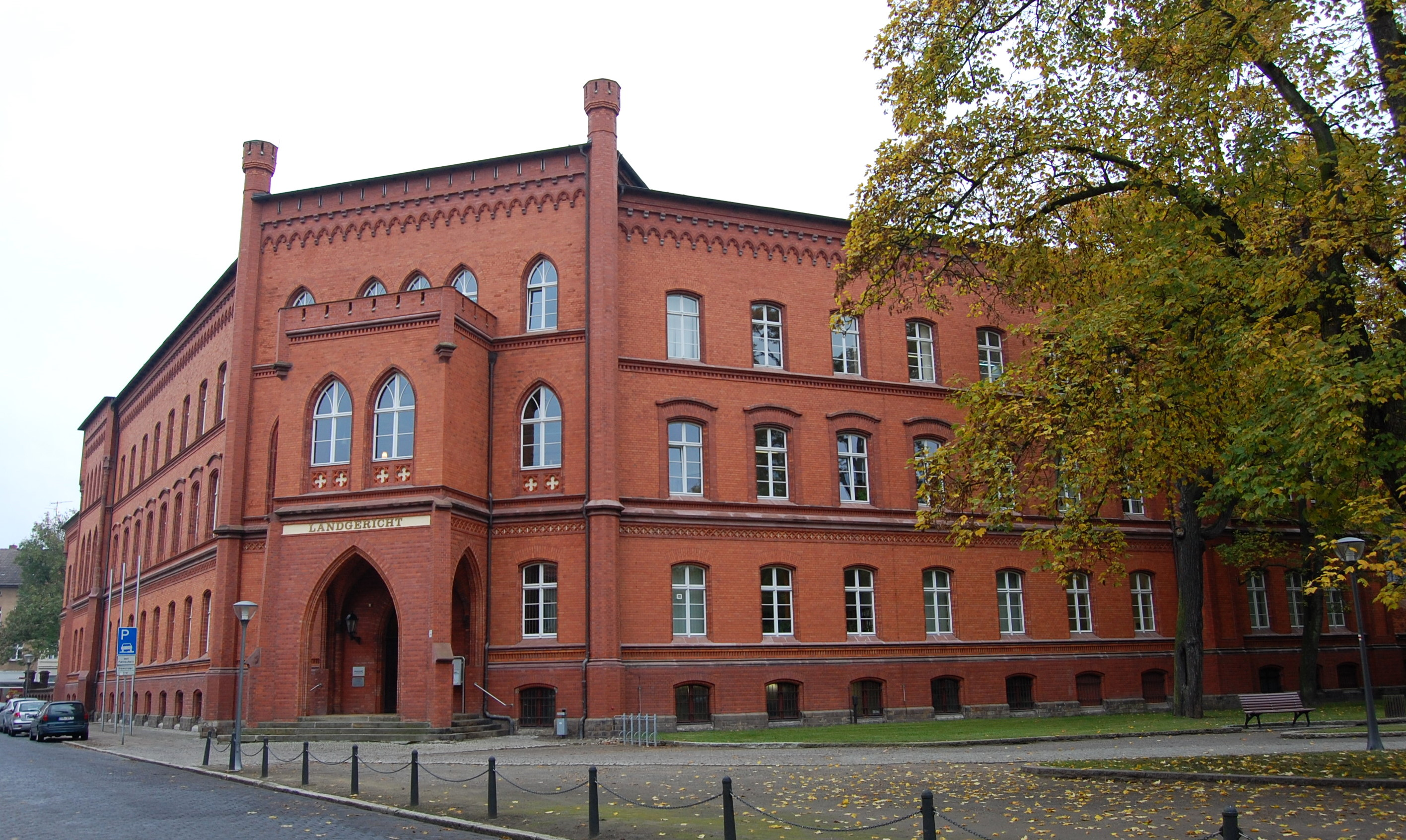
Landgericht Stendal

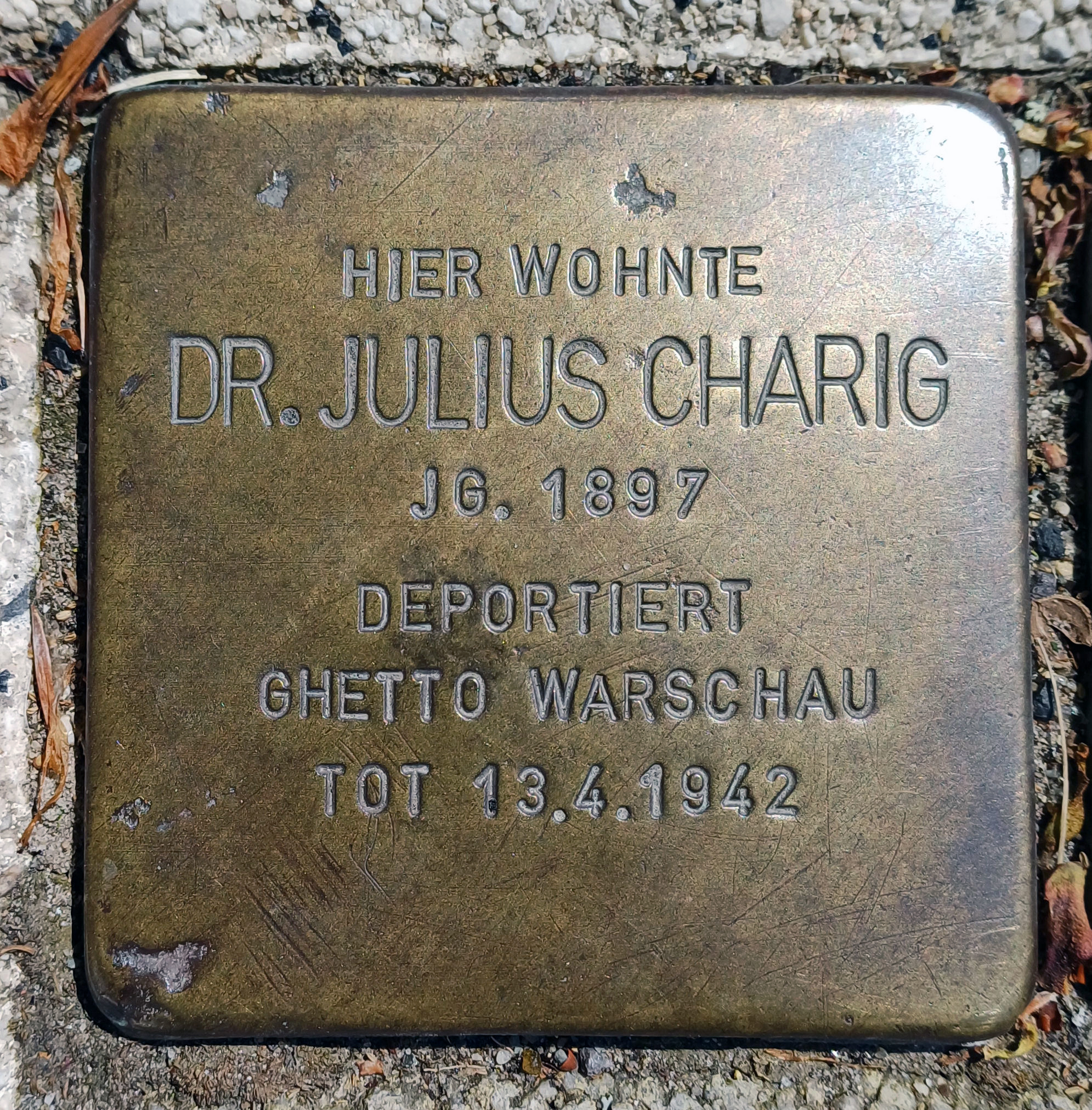
Stolperstein am Haus, Grabenstraße 4, in Stendal

Charig wurde als Sohn des jüdischen Kaufmannes Hermann Charig und seiner Frau Milka geboren. Seine Familie verließ noch vor seinem Schulbesuch seine Geburtsstadt. Nach dem Schulbesuch meldete er sich als Kriegsfreiwilliger zur Teilnahme am Ersten Weltkrieg: Am 23. Juni 1915 trat er in das 2. Bayerische Feldartillerie-Regiment ein. Er nahm an der Sommeschlacht teil und erhielt gemäß Korpsbefehl vom 18. Januar 1917 für hervorragende Tapferkeit und Unerschrockenheit in der Schlacht an der Somme das Eiserne Kreuz 2. Klasse verliehen. Ebenfalls 1917 nahm er an der Flandernschlacht teil. Am 14. Oktober 1917 wurde er durch ein Artilleriegeschütz am linken Oberarm leicht verwundet. In der Nacht vom 12. zum 13. September 1917 nahm er als Angehöriger der Bayerischen Divisionsfunkerabteilung 105 an einem Stoßtruppunternehmen teil. Im Krieg wurde er mit dem Bayerischen Militärverdienstkreuz 3. Klasse mit Kronen und Schwertern und dem Verwundetenabzeichen ausgezeichnet.
Nach dem Krieg studierte Charig Rechts- und Staatswissenschaften in München und Breslau. Er schloss sein Jurastudium am 11. Dezember 1922 mit der Promotion ab. Das Assessorexamen bestand er 1924. Er eröffnete eine Anwaltskanzlei in der Nesserlander Straße 1 in Emden. Etwa zur selben Zeit trat Charig als Syndikus in den Dienst der Geschäftsstelle des Centralvereins deutscher Staatsbürger jüdischen Glaubens in Hannover ein. In dieser Eigenschaft widmete er sich dem Rechtsschutz der Juden in Nordwestdeutschland und kam dabei mit den antisemitischen Aktivitäten des Pfarrers Ludwig Münchmeyer auf Borkum in Kontakt. Von seiner Emdener Kanzlei aus unterstützte er die Opposition gegen Münchmeyer auf Borkum. Aufgrund seines forschen Vorgehens in der Auseinandersetzung mit dem Pfarrer wurde er wegen Beleidigung des Evangelisch-lutherischen Landeskirchenamtes und des Pastors Münchmeyer von der Staatsanwaltschaft angeklagt.
Im Herbst 1925 verhalf Charig der von Albrecht Völklein verfassten, gegen Münchmeyer gerichteten, Kampfschrift Der falsche Priester oder der Kannibalenhäuptling der Nordsee-Insulaner zum Druck, was zu einem reichsweit beachteten Prozess führe. Charig wurde wegen Beleidigung und übler Nachrede der Landeskirche und Münchmeyers angeklagt. Im Verlauf des im Mai 1926 abgehaltenen Prozesses wurde Charig durch das erweiterte Schöffengericht in Emden zu einer Geldstrafe von 1.000 Reichsmark verurteilt. Während der Anhörung gelang es ihm jedoch Münchmeyer so stark zu belasten, dass dieser seine Tätigkeit als Pastor aufgab und Borkum verließ.
Da Charig in der Folgezeit viele seiner Mandanten verlor, gab er seine Rechtsanwaltspraxis in Emden auf und siedelte 1927 nach Berlin über. Am 13. August 1929 wurde er als Rechtsanwalt beim Landgericht in Stendal zugelassen. Nach 1933 konnte er seine Tätigkeit als Rechtsanwalt trotz seiner jüdischen Abstammung aufgrund des sogenannten „Frontkämpferprivilegs“ vorerst fortführen.
Zum 30. November 1938 wurde Charigs Zulassung als Rechtsanwalt beim Landgericht Stendal offiziell zurückgenommen.
Charigs Leben nach 1933 liegt weitgehend im Dunkeln. Das letzte feststellbare Dokument aus seiner Hand ist ein Brief vom 27. April 1933 an den Oberlandesgerichtspräsidenten in Naumburg. Das letzte Dokument über ihn ist ein Brief des Oberlandesgerichtsdirektors von Stendal vom 1. Dezember 1938 an das Reichsjustizministerium, in dem er bestätigt, dass Charig gemäß Artikel 1 Ziffer 1 der fünften Verordnung des Reichsbürgergesetzes vom 27. September 1938 am 1. Dezember 1938 aus der Liste der beim Landgericht zugelassenen Rechtsanwälte gelöscht wurde.
Zum 1. Januar 1939 wurde gemäß der „Namensänderungsverordnung“ als zweiter Vorname „Israel“ im Standesamtsbuch der Stadt Laufen eingetragen.
Dem Gedenkbuch der Opfer des Holocausts beim Bundesarchiv zufolge wurde Charig am 17. April 1942 von Magdeburg über Berlin und Potsdam ins Warschauer Ghetto deportiert. Genauere Daten zu seinem Tod fehlen. Laut Beschluss des Amtsgerichts Stendal vom 7. Juni 1950 wurde Charig mit Wirkung vom 25. oder 29. März 1943 für tot erklärt.
Vor seinem ehemaligen Wohnort, Stendal, Grabenstraße 4, wurden Stolpersteine für ihn und seine Frau verlegt.

## Archivalien
- Personenakte des Justizministeriums (Bundesarchiv Lichterfelde R 3001/53472).

## Schriften
- Die Abtretung und Pfändung künftiger Forderungen, Breslau 1922. (Dissertation)
- Zur Frage der Kollektivbeleidigung in: C.V.-Zeitung Nr. 52 vom 24. Dezember 1926, S. 680